# Dactylochelifer dolichodactylus
Espèce
Dactylochelifer dolichodactylus est une espèce de pseudoscorpions de la famille des Cheliferidae.

## Distribution
Cette espèce est endémique de Somalie. Elle se rencontre vers Mogadiscio.

## Publication originale
- Caporiacco, 1939 : Aracnidi di Mogadiscio. Memorie della Società Entomologica Italiana, vol. 17, p. 115-117.